# Giáo phận Hưng Hóa

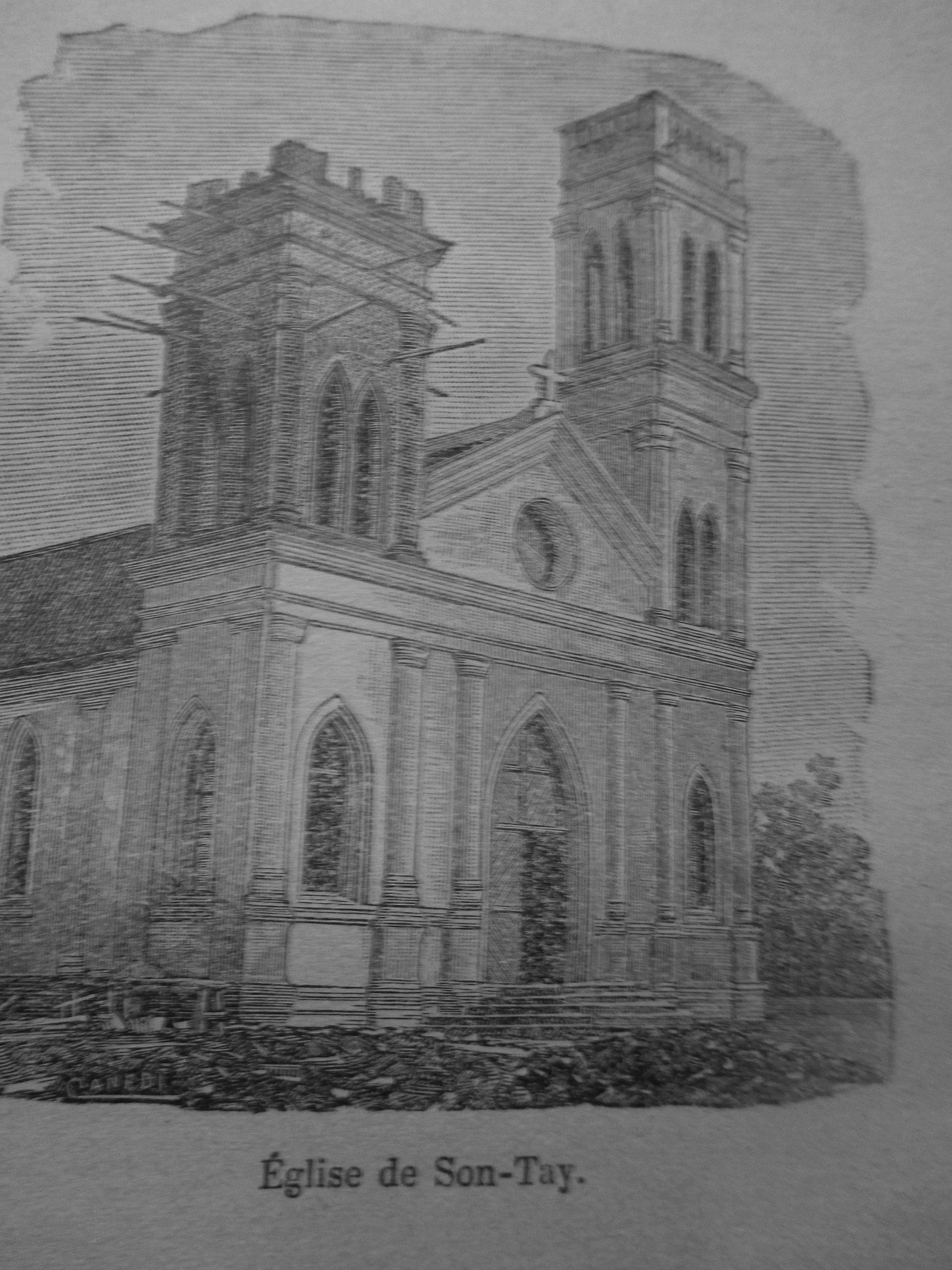
Nhà thờ Sơn Tây (Tòa Giám mục Hưng Hóa) năm 1884.

Giáo phận Hưng Hóa (tiếng Latin: Dioecesis Hunghoaensis) là một giáo phận Công giáo Rôma tại Việt Nam. Giáo phận nằm trên vùng Tây Bắc, Bắc Việt Nam, gồm trọn địa bàn các tỉnh Lào Cai, Lai Châu, Điện Biên và Sơn La, một phần các tỉnh Phú Thọ, Tuyên Quang (bên hữu ngạn sông Lô), cùng với toàn bộ tỉnh Sơn Tây cũ, nay thuộc Hà Nội. Tổng diện tích 54.352 km2 . 
Đến tháng 11 năm 2021, giáo phận có khoảng 252.796 giáo dân (3,6% dân số), 129 linh mục và 116 giáo xứ trong tổng số 7.000.000 người. Đây là khu vực có nhiều dân tộc sinh sống, bao gồm Kinh (85%), Mèo (H'Mông), Mường, Tày, Nùng, Thái, Dao, Sán Chay, Khờ Mú, Hà Nhì, Lào, La Chí, Phù Lá, Sán Chỉ, và Bố Y....
Giáo phận hiện đang được cai quản bởi giám mục chính tòa Đa Minh Hoàng Minh Tiến (từ 2021) và giám mục phụ tá Phaolô Nguyễn Quang Đĩnh (từ 2025).

## Lược sử
Việc truyền giáo ở Bắc Hà được nhấn mạnh với các hoạt động truyền giáo của linh mục Alexandre de Rhodes (Đắc Lộ) (giai đoạn 1627-1630), sau đó là linh mục Gaspar d'Amaral (giai đoạn 1631-1638). Các nhà truyền giáo dòng Tên về sau đã tiếp nối công cuộc truyền giáo xung quanh thành Thăng Long và đã đạt được nhiều kết quả. Họ bắt đầu tìm hướng lên các vùng thượng đạo.
Vào năm 1647, một giáo sĩ người Ý là Giovanni Filippo de Marini, thuộc Dòng Tên, đã cùng với một số phụ tá đến Đại Đồng, gần phủ Yên Bình, tỉnh Tuyên Quang để truyền giáo. Tuy nhiên, chưa đến 1 tháng sau, giáo sĩ Marini và các phụ tá của mình phải đi khỏi vùng này vì không chịu nổi sơn lam chướng khí, người nào cũng bị bệnh.
Việt truyền giáo tại vùng này tạm dừng một thời gian vì thiếu nhân sự. Năm 1659, Tòa Thánh thành lập hai giáo phận ở Việt Nam, vùng Hưng Hóa (Xứ Đoài) thuộc Giáo phận Đàng Ngoài, do Giám mục Francois Pallu coi sóc. Nhiều giáo sĩ dòng Tên khác được cử lên đây để kế tục việc truyền giáo của Marini. Việc truyền giáo có kết quả tốt đến nỗi năm 1659, một nhà truyền giáo là Bentô Thiện đã gửi thư cho linh mục Marini có viết: "Santei xứ (Sơn Tây xứ) đựac mườiy (được mười) nhà thánh". Thời Pháp thuộc, linh mục Gustave Hue (tên Việt: Hương) là tác giả cuốn Tự điển tam ngữ Việt-Hán-Pháp. Lúc đã 67 tuổi, ông bắt đầu học tiếng Mường để phục vụ cho nhu cầu truyền giáo. Ông còn cho in sách song ngữ Việt-Mường để dạy giáo lý, văn hóa, dạy cho trẻ em Mường đọc và viết được tiếng Mường. Điều này đã ảnh hưởng rất lớn cho việc bảo tồn văn hóa Mường sau này.
Năm 1673, Xứ Đoài đã là một trong 7 giáo xứ đầu tiên được thành lập ở Đàng Ngoài. Năm 1679, Tòa Thánh phân chia Giáo phận Đàng Ngoài thành Đông và Tây. Từ đó, Xứ Đoài (Hưng Hóa) đã nhanh chóng trở thành một vùng trung tâm của Giáo phận Tây Đàng Ngoài. Chỉ trong vòng 5 năm, số lượng tín đồ đã tăng từ 2.000 (năm 1707) tăng lên 15.462 (năm 1712).
Năm 1846, Giáo phận Tây Đàng Ngoài một lần nữa được chia thành giáo phận Nam và Tây. Xứ Đoài (Hưng Hóa) vẫn thuộc giáo phận Tây. Ngày 15 tháng 4 năm 1895, Giáo hoàng Lêô XIII đã cho tách 3 tỉnh Sơn Tây, Hưng Hóa và Tuyên Quang thuộc giáo phận Tây, để thành lập giáo phận mới lấy tên gọi là Giáo phận Tông tòa Thượng Đàng Ngoài (Tonkin Superioris), hay Thượng du Bắc Kỳ, còn gọi là Giáo phận Đoài, phong cho Giám mục Paul Raymond Lộc làm Giám mục tiên khởi. Khi thành lập, Giáo phận Đoài (Hưng Hóa) có 16.950 tín đồ, 24 linh mục (12 thừa sai), 53 tu sĩ, 28 tiểu chủng sinh, 11 giáo xứ, 96 giáo họ . Đến năm 1924, Giáo phận Tông tòa Đoài được Tòa Thánh đổi tên thành Giáo phận Tông tòa Hưng Hóa.
Ban đầu, Tòa giám mục và nhà thờ chính tòa được đặt ở thành Hưng Hóa, nay thuộc Tam Nông, Phú Thọ. Ngày 2 tháng 5 năm 1950, trường thử (tiểu chủng viện) bị thiêu hủy toàn bộ do chiến tranh, nhà thờ chính tòa tại Hưng Hóa bị lính Pháp chiếm đóng. Vì vậy, ngày 2 tháng 11 năm 1950, Tòa giám mục phải dời về thị xã Sơn Tây (ngày nay là số 70 phố Lê Lợi). Vị trí này tồn tại cho đến ngày nay là Nhà thờ chính tòa Sơn Lộc..
Ngày 24 tháng 11 năm 1960, Tòa Thánh thiết lập Hàng Giáo phẩm Việt Nam, đồng thời nâng Giáo phận Tông tòa Hưng Hóa lên hàng Giáo phận chính tòa và đặt Giám mục Phêrô Maria Nguyễn Huy Quang làm Giám mục chính tòa đầu tiên, thuộc Giáo tỉnh Hà Nội .
Theo số liệu thống kê ngày 31 tháng 12 năm 2007, giáo phận có 217.030 giáo dân (chiếm 3,15% dân số), 60 linh mục, 133 nữ tu và 33 đại chủng sinh Hiện giáo phận Hưng Hóa đang trong quá trình chia tách giáo phận, theo thỉnh nguyện từ Giám mục giáo phận.
Địa giới giáo phận: phía bắc giáp Tổng giáo phận Côn Minh (Trung Quốc), phía tây bắc giáp Giáo phận Đại Lý (Trung Quốc), phía nam giáp giáo phận Thanh Hóa, phía đông giáp giáo phận Lạng Sơn và Cao Bằng, giáo phận Bắc Ninh và tổng giáo phận Hà Nội, phía tây giáp Hạt Đại diện Tông tòa Luang Prabang (Lào), phía tây nam giáp Hạt Đại diện Tông tòa Viêng Chăn (Lào).

## Tổ chức điều hành giáo phận
- Cai quản giáo phận:

- Giám mục Chính tòa: Đaminh Hoàng Minh Tiến
- Đại diện Giám mục tại tỉnh Phú Thọ: Linh mục Antôn Nguyễn Gia Nhang

Các Ủy ban:
- Ủy ban Bác ái Xã hội
- Ủy ban Giáo dân
- Ủy ban Giáo lý Đức tin
- Ủy ban Giáo sĩ và Chủng sinh
- Ủy ban Loan báo Tin Mừng
- Ủy ban Phụng tự
- Ủy ban Thánh nhạc và Nghệ thuật Thánh
- Ủy ban Tu sĩ
- Ủy ban Văn hoá
- Phụ trách thông tin

Giáo phận có 9 giáo hạt, 117 giáo xứ trong đó :
- Giáo hạt Sơn Tây (tây thành phố Hà Nội) gồm 23 giáo xứ:

1. Chính Tòa - Phường Tùng Thiện, thành phố Hà Nội
2. Sơn Tây - 70 Lê Lợi, phường Sơn Tây, thành phố Hà Nội
3. Bách Lộc - Xã Phúc Thọ, thành phố Hà Nội
4. Bến Thôn - Xã Tây Phương, thành phố Hà Nội
5. Cần Kiệm - Xã Hạ Bằng, thành phố Hà Nội
6. Cát Ngòi - Xã Dương Hòa, thành phố Hà Nội
7. Dị Nậu - Xã Tây Phương, thành phố Hà Nội
8. Đường Hồng - Xã Hát Môn, thành phố Hà Nội
9. Hạ Hiệp - Xã Hát Môn, thành phố Hà Nội
10. Hoàng Xá - Xã Quốc Oai, thành phố Hà Nội
11. Mộc Hoàn - Xã An Khánh, thành phố Hà Nội
12. Phú Cát - Xã Phú Cát, thành phố Hà Nội
13. Phú Hữu - Xã Hòa Lạc, thành phố Hà Nội
14. Phú Nghĩa (Ba Vì) - Xã Quảng Oai, thành phố Hà Nội
15. Phú Nghĩa (Thạch Thất) - Xã Thạch Thất, thành phố Hà Nội
16. Thanh Mạc - Xã Hát Môn, thành phố Hà Nội
17. Thuấn Nội - Xã Hát Môn, thành phố Hà Nội
18. Tình Lam - Xã Hưng Đạo, thành phố Hà Nội
19. Trại Ro - Xã Kiều Phú, thành phố Hà Nội
20. Trại Vàng - Xã Phú Cát, thành phố Hà Nội
21. Vĩnh Lộc - Xã Tây Phương, thành phố Hà Nội
22. Vĩnh Thọ - Xã Phúc Lộc, thành phố Hà Nội
23. Yên Khoái - Xã Quảng Oai, thành phố Hà Nội

- Hạt Hà Giang - Tuyên Quang - Đoan Hùng (phần phía tây tỉnh Tuyên Quang bên hữu ngạn sông Lô và các xã phía bắc tỉnh Phú Thọ) gồm 13 giáo xứ:

1. Tuyên Quang - 60 Lương Định Của, phường Minh Xuân, tỉnh Tuyên Quang
2. Ân Thịnh - Xã Yên Sơn, tỉnh Tuyên Quang
3. Đồng Đam - Xã Tây Cốc, tỉnh Tuyên Quang
4. Hà Giang - Phường Hà Giang 2, tỉnh Tuyên Quang
5. Hàm Yên - Xã Hàm Yên, tỉnh Tuyên Quang
6. Lã Hoàng - Xã Chí Đám, tỉnh Phú Thọ
7. Mỹ Bằng - Phường Mỹ Lâm, tỉnh Tuyên Quang
8. Phú Lâm - Phường Mỹ Lâm, tỉnh Tuyên Quang
9. Tân Quang - Xã Bắc Quang, tỉnh Tuyên Quang
10. Trại Cỏ - Xã Chí Đám, tỉnh Phú Thọ
11. Vân Đồn - Xã Chân Mộng, tỉnh Phú Thọ
12. Vân Du - Xã Chí Đám, tỉnh Phú Thọ
13. Vĩnh Tuy - Xã Vĩnh Tuy, tỉnh Tuyên Quang

- Hạt Hòa Bình - Sơn La - Điện Biên (các xã, phường phía nam tỉnh Phú Thọ và toàn bộ các tỉnh Điện Biên, Sơn La) gồm 9 giáo xứ:

1. Điện Biên - Xã Thanh An, tỉnh Điện Biên
2. Hòa Bình - Phường Hòa Bình, tỉnh Phú Thọ
3. Mai Yên - Xã Mai Sơn, tỉnh Sơn La
4. Mộc Châu - Phường Mộc Châu, tỉnh Sơn La
5. Mường La - Xã Mường La, tỉnh Sơn La
6. Mường Nhé - Xã Nà Bủng, tỉnh Điện Biên
7. Phù Yên - Xã Phù Yên, tỉnh Sơn La
8. Sơn La - Phường Tô Hiệu, tỉnh Sơn La
9. Sông Mã - Xã Sông Mã, tỉnh Sơn La

- Hạt Yên Bái (đông nam tỉnh Lào Cai) gồm 25 giáo xứ:

1. Yên Bái - Phường Yên Bái, tỉnh Lào Cai
2. An Thịnh - Xã Mậu A, tỉnh Lào Cai
3. Bạch Hà - Xã Thác Bà, tỉnh Lào Cai
4. Bảo Ái - Xã Bảo Ái, tỉnh Lào Cai
5. Bảo Long - Phường Âu Lâu, tỉnh Lào Cai
6. Đại An - Xã Quy Mông, tỉnh Lào Cai
7. Đại Phác - Xã Xuân Ái, tỉnh Lào Cai
8. Hán Đà - Xã Thác Bà, tỉnh Lào Cai
9. Lạc Hồng - Xã Mậu A, tỉnh Lào Cai
10. Lang Thíp - Xã Lâm Giang, tỉnh Lào Cai
11. Lục Yên - Xã Lục Yên, tỉnh Lào Cai
12. Mậu Đông - Xã Mậu A, tỉnh Lào Cai
13. Mông Sơn - Xã Bảo Ái, tỉnh Lào Cai
14. Nhân Nghĩa - Xã Trấn Yên, tỉnh Lào Cai
15. Phúc Lộc - Phường Âu Lâu, tỉnh Lào Cai
16. Quần Hào - Phường Văn Phú, tỉnh Lào Cai
17. Trúc Lâu - Xã Phúc Lợi, tỉnh Lào Cai
18. Xuân Ái - Xã Xuân Ái, tỉnh Lào Cai
19. Yên Bái - Tổ 38, phường Yên Bái, tỉnh Lào Cai
20. Yên Bình - Xã Thác Bà, tỉnh Lào Cai
21. Yên Hợp - Xã Xuân Ái, tỉnh Lào Cai
22. Yên Hưng - Xã Mậu A, tỉnh Lào Cai
23. Yên Phú - Xã Xuân Ái, tỉnh Lào Cai
24. Yên Thế - Xã Lục Yên, tỉnh Lào Cai
25. Yên Thịnh - Xã Mậu A, tỉnh Lào Cai

- Hạt Lào Cai - Lai Châu (bắc tỉnh Lào Cai và toàn bộ tỉnh Lai Châu), gồm 7 giáo xứ:

1. Lào Cai - Phường Lào Cai, tỉnh Lào Cai
2. Bảo Yên - Xã Bảo Yên, tỉnh Lào Cai
3. Cốc Lếu - Phường Lào Cai, tỉnh Lào Cai
4. Lai Châu - Phường Đoàn Kết, tỉnh Lai Châu
5. Phố Lu - Xã Bảo Thắng, tỉnh Lào Cai
6. Sa Pa - Phường Sa Pa, tỉnh Lào Cai
7. Than Uyên - Xã Than Uyên, tỉnh Lai Châu

- Hạt Nghĩa Lộ (nam tỉnh Lào Cai) gồm 6 giáo xứ:

1. Nghĩa Lộ - Phường Trung Tâm, tỉnh Lào Cai
2. Đồng Lú - Phường Trung Tâm, tỉnh Lào Cai
3. Giàng La Pán - Xã Phình Hồ, tỉnh Lào Cai
4. Mỹ Hưng - Xã Hưng Khánh, tỉnh Lào Cai
5. Phình Hồ - Xã Phình Hồ, tỉnh Lào Cai
6. Vĩnh Quang - Xã Liên Sơn, tỉnh Lào Cai

- Hạt Tây - Nam Phú Thọ (các xã phía tây tỉnh Phú Thọ) gồm 14 giáo xứ:

1. Đồn Vàng - Xã Thanh Sơn, tỉnh Phú Thọ
2. Hiền Quan - Xã Hiền Quan, Phú Thọ
3. Hoàng Xá - Xã Tu Vũ, tỉnh Phú Thọ
4. Kiệt Sơn - Xã Lai Đồng, tỉnh Phú Thọ
5. Lũng Hiền - Xã Hiền Quan, Phú Thọ
6. Lương Sơn - Xã Yên Sơn, tỉnh Phú Thọ
7. Phù Lao - Xã Thanh Thủy, tỉnh Phú Thọ
8. Thạch Khoán - Xã Thanh Sơn, tỉnh Phú Thọ
9. Thanh Lâm - Xã Thanh Thủy, tỉnh Phú Thọ
10. Thanh Uyên - Xã Hiền Quan, tỉnh Phú Thọ
11. Thượng Lộc - Xã Thanh Thủy, tỉnh Phú Thọ
12. Thủy Trạm - Xã Thanh Thủy, tỉnh Phú Thọ
13. Trại Sơn - Xã Tu Vũ, tỉnh Phú Thọ
14. Xuân Dương - Xã Đào Xá, tỉnh Phú Thọ

- Hạt Tây - Bắc Phú Thọ (các xã phía tây bắc tỉnh Phú Thọ) gồm 13 giáo xứ:

1. Bằng Giã - Xã Văn Lang, tỉnh Phú Thọ
2. Đồng Cạn - Xã Yên Lập, tỉnh Phú Thọ
3. Dư Ba - Xã Cẩm Khê, tỉnh Phú Thọ
4. Khổng Tước - Xã Cẩm Khê, tỉnh Phú Thọ
5. Mộ Xuân - Xã Xuân Viên, tỉnh Phú Thọ
6. Phì Đình - Xã Vĩnh Chân, tỉnh Phú Thọ
7. Phượng Vĩ - Xã Cẩm Khê, tỉnh Phú Thọ
8. Ro Lục - Xã Phú Khê, tỉnh Phú Thọ
9. Tạ Xá - Xã Phú Khê, tỉnh Phú Thọ
10. Tiên Phong - Xã Phú Khê, tỉnh Phú Thọ
11. Văn Bán - Xã Văn Bán, tỉnh Phú Thọ
12. Vân Thê - Xã Tiên Lương, tỉnh Phú Thọ
13. Yên Tập - Xã Phú Khê, tỉnh Phú Thọ

- Hạt Đông-Nam Phú Thọ (các xã, phường phía đông bắc Phú Thọ) gồm 23 giáo xứ và 63 họ đạo

1. Bãi Dòng - Xã Xuân Lũng, tỉnh Phú Thọ
2. Bồng Lạng - Xã Phùng Nguyên, tỉnh Phú Thọ
3. Cây Hồng - Xã Phú Mỹ, tỉnh Phú Thọ
4. Chiêu Ứng - Xã Chí Tiên, tỉnh Phú Thọ
5. Đồng Xa - Xã Hoàng Cương, tỉnh Phú Thọ
6. Đức Phong - Xã Vạn Xuân, tỉnh Phú Thọ
7. Gia Thanh - Xã Dân Chủ, tỉnh Phú Thọ
8. Hà Thạch - Phường Phong Châu, tỉnh Phú Thọ
9. Làng Lang - Xã Phú Mỹ, tỉnh Phú Thọ
10. Nỗ Lực - Phường Nông Trang, tỉnh Phú Thọ
11. Phù Lỗ - Xã Phù Ninh, tỉnh Phú Thọ
12. Phú Thọ - Phường Phú Thọ, tỉnh Phú Thọ
13. Phụng Thượng - Xã Đông Thành, tỉnh Phú Thọ
14. Thạch Sơn - Xã Lâm Thao, tỉnh Phú Thọ
15. Tiên Cát - 16B Đoàn Kết, phường Thanh Miếu, tỉnh Phú Thọ
16. Tiên Kiên - Xã Xuân Lũng, tỉnh Phú Thọ
17. Tiên Phú - Xã Trạm Thản, tỉnh Phú Thọ
18. Trù Mật - Phường Phú Thọ, tỉnh Phú Thọ
19. Vân Thê - Phường Phú Thọ, tỉnh Phú Thọ
20. Việt Trì - Phường Việt Trì, tỉnh Phú Thọ
21. Vĩnh Hóa - Phường Nông Trang, tỉnh Phú Thọ
22. Xóm Bướm - Xã Xuân Lũng, tỉnh Phú Thọ
23. Xuân Thành - Phường Phú Thọ, tỉnh Phú Thọ

## Các danh địa trong giáo phận

### Nhà thờ chính tòa và Tòa Giám mục
Nhà thờ xứ Sơn Lộc (Tông), thuộc phường Trung Sơn Trầm, thị xã Sơn Tây, Hà Nội, được chọn làm nhà thờ chính tòa của giáo phận sau khi nhà thờ cũ tại Hưng Hóa bị chiến tranh tàn phá. Nhà thờ có kiến trúc tương đối rộng lớn, kiên cố nhất giáo phận .
Địa chỉ tòa Giám mục Hưng Hóa tại số 70 phố Lê Lợi, thị xã Sơn Tây, thành phố Hà Nội .

### Thánh địa hành hương
- Pháp trường Năm Mẫu, Gò Sói, Đền Thánh Tử Đạo: đều nằm chung quanh thị xã Sơn Tây[14]. Đài "Kính Đấng Tây Nam Tử vì đạo Thiên Chúa", xây dựng vào năm 1940 ngay trên bãi Năm Mẫu là nơi xưa kia triều đình chém đầu các vị thánh tử đạo Hưng Hóa, gồm linh mục Schoeffler (tên Việt: Đông) bị chém ngày 1 tháng 5 năm 1859, linh mục Cornay (tên Việt: Tân) bị chém ngày 20 tháng 9 năm 1837, Thầy giảng Phêrô Vũ Văn Truật (người Kẻ Thiệc, Sơn Tây) bị chém ngày 18 tháng 12 năm 1938...[9].
- Đền thánh Đoàn Văn Vân: được xây cất trong khuôn viên nhà xứ Nỗ Lực, xã Thụy Vân, thành phố Việt Trì, tỉnh Phú Thọ.
- Đền Thánh Phêrô Vũ Văn Truật: được xây cất tại khuôn viên nhà xứ Hà Thạch, xã Hà Thạch, thị xã Phú Thọ, tỉnh Phú Thọ.

### Các đời giám mục quản nhiệm
| STT                                     | Tên                                     | Thời gian quản nhiệm                    | Ghi chú                                 |
| Hạt Đại diện Tông tòa Thượng Đàng Ngoài | Hạt Đại diện Tông tòa Thượng Đàng Ngoài | Hạt Đại diện Tông tòa Thượng Đàng Ngoài | Hạt Đại diện Tông tòa Thượng Đàng Ngoài |
| --------------------------------------- | --------------------------------------- | --------------------------------------- | --------------------------------------- |
| 1 †                                     | Paul-Marie Ramond Lộc                   | 1895-1934                               |                                         |
| Hạt Đại diện Tông tòa Hưng Hóa          |                                         |                                         |                                         |
|                                         | Paul-Marie Ramond Lộc                   | 1934-1938                               |                                         |
| 2 †                                     | Gustave-Georges-Arsène Vandaele Vạn     | 1936-1943                               | Giáo phận Hưng Hóa                      |
| 3 †                                     | Jean-Maria Mazé Kim                     | 1945-1960                               |                                         |
| 4 †                                     | Phêrô Maria Nguyễn Huy Quang            | 1960                                    |                                         |
| Giáo phận Hưng Hóa                      |                                         |                                         |                                         |
|                                         | Phêrô Maria Nguyễn Huy Quang            | 1960-1985                               |                                         |
| 5 †                                     | Giuse Phan Thế Hinh                     | 1976-1985 1985-1989                     |                                         |
| 6 †                                     | Giuse Maria Trịnh Văn Căn               | 1990                                    | Hồng y, Giám quản Tông Tòa              |
| 7 †                                     | Giuse Nguyễn Phụng Hiểu                 | 1990-1992                               |                                         |
| 8 †                                     | Phaolô Giuse Phạm Đình Tụng             | 1994-2003                               | Hồng y, Giám quản Tông Tòa              |
| 9                                       | Antôn Vũ Huy Chương                     | 2003-2011                               |                                         |
| 10                                      | Gioan Maria Vũ Tất                      | 2010-2011 2011-2020                     | Giám mục Phụ tá Giám mục Chính tòa      |
| 11                                      | Anphong Nguyễn Hữu Long                 | 2013-2018                               | Giám mục Phụ tá                         |
| 12                                      | Phêrô Nguyễn Văn Viên                   | 2020-2021                               | Giám quản Tông Tòa                      |
| 13                                      | Đa Minh Hoàng Minh Tiến                 | 2021-nay                                |                                         |
| 14                                      | Phaolô Nguyễn Quang Đĩnh                | 2025-nay                                | Giám mục Phụ tá                         |

Ghi chú:
- : Giám mục chính tòa
- : Giám mục phó, Giám mục phụ tá hoặc Giám quản Tông Tòa, Đại diện Tông Tòa

## Nhân vật Công giáo nổi bật
- Linh mục Schoeffler (tên Việt: Đông)
- Linh mục Cornay (tên Việt: Tân)
- Thầy giảng Phêrô Vũ Văn Truật
- Thầy giảng Phêrô Đoàn Văn Vân